# Army Men: Sarge’s Heroes 2
Army Men: Sarge’s Heroes 2 — шутер от третьего лица, разработанная и изданная The 3DO Company для Nintendo 64, Game Boy Color, PlayStation и PlayStation 2. В отличие от предыдущей игры, которая была более темной по тону, в этой игре более беззаботная сюжетная линия.
Версия для Nintendo 64 была выпущена в картридже, который был окрашен в зеленый цвет.

## Обзор
Sarge’s Heroes 2 начинается там, где его предшественник остановился. Объявлено, что захват фельдмаршала Танненберга закончит войну. Поскольку Генерал Пластро исчез, предполагается, что он стал жертвой пластификации и оказался в ловушке в реальном мире. В игре представлена Бриджит Блеу, шпион Синих. Она разработала сыворотку, которая меняет пластификацию. Работа игрока, как Sarge, а иногда и Викки, заключается в том, чтобы уничтожить солдат Тан, сыворотку и захватить Пластро и Танненберга (Sarge иногда приходится спасать Викки, поскольку она имеет умение попасть в беду).
Игра проходит между «реалистичным» миром Sarge’a и нашим миром, в котором Sarge размером с типичного армейского солдатика. Он включает в себя множество интерактивных эффектов, таких как ломающиеся бутылки с вином, судорожные банки для соды и музыка, которая усиливается, когда враги атакуют.

## Отзывы
| Сводный рейтинг         | Сводный рейтинг | Сводный рейтинг | Сводный рейтинг | Сводный рейтинг |
| Издание                 | Оценка          | Оценка          | Оценка          | Оценка          |
| Издание                 | GBC             | N64             | PS              | PS2             |
| ----------------------- | --------------- | --------------- | --------------- | --------------- |
| GameRankings            | 50 %            | 48 %            | 56,00 %         | 55,99 %         |
| Metacritic              |                 | 46/100          | 48/100          | 54/100          |
| Иноязычные издания      |                 |                 |                 |                 |
| Издание                 | Оценка          | Оценка          | Оценка          | Оценка          |
| Издание                 | GBC             | N64             | PS              | PS2             |
| AllGame                 |                 | [ 9 ]           | [ 10 ]          | [ 11 ]          |
| EGM                     |                 |                 |                 | 5,17/10         |
| GameFan                 |                 | 61 %            |                 |                 |
| Game Informer           |                 |                 |                 | 5,5/10          |
| GamePro                 |                 |                 | [ 15 ]          |                 |
| GameRevolution          |                 |                 |                 | C−              |
| GameSpot                |                 | 4/10            | 3/10            | 5,5/10          |
| IGN                     | 5/10            | 5/10            | 4,5/10          | 4,5/10          |
| Nintendo Power          |                 | 7,1/10          |                 |                 |
| OPM                     |                 |                 | [ 25 ]          | [ 26 ]          |
| The Cincinnati Enquirer |                 |                 |                 | [ 27 ]          |

Игра получила смешанные оценки. GameRankings и Metacritic дали ему 56 % и 48 из 100 для версии на PlayStation; 55,99 % и 54 из 100 для версии на PlayStation 2; 50 % для версии на Game Boy Color; и 48 % и 46 из 100 для версии на Nintendo 64.
Сэмюэл Басс в своей рецензии для Next Generation оценил версию игры для PlayStation в 2 из 5 звёзд, сказав, что она «лучше, чем первая часть, но для исправления нашего пластикового поля боя стоит подождать Air Attack 2».
Дэвид Чен рассмотрел версию игры для PlayStation 2 в своей рецензии для Next Generation, оценив её на 1 звезду из 5 и сказав, что она «немногим лучше чем версия для оригинальной PlayStation, что звучит не очень многообещающе».

## Заметки
1. ↑  Версия на Game Boy Color портирована Game Brains